# Lijst van maronitische bisdommen
De Maronitische Kerk is een met de Rooms-Katholieke Kerk geünieerde Oosters-katholieke Kerk. Zij erkent derhalve het gezag van de paus. Hieronder volgt de lijst van bisdommen die deel uitmaken van de Maronitische Kerk. In de Oosterse kerken wordt een (aarts)bisdom meestal een (aarts)eparchie genoemd. De bisdommen in het Midden-Oosten ressorteren rechtstreeks onder de patriarch van Antiochië, die het hoofd is van de kerk. Cyprus is een zelfstandige kerkprovincie. De bisdommen in Zuid-Amerika ressorteren onder de lokale rooms-katholieke metropoliet, die in de rest van de wereld rechtstreeks onder de Heilige Stoel.
Argentinië
- (Rooms-katholieke) Kerkprovincie Buenos Aires
  - Eparchie San Charbel en Buenos Aires

Australië
- Onder rechtstreeks gezag van de Heilige Stoel
  - Eparchie Saint Maron of Sydney

Brazilië
- (Rooms-katholieke) Kerkprovincie São Paulo
  - Eparchie Nossa Senhora do Líbano em São Paulo

Canada
- Onder rechtstreeks gezag van de Heilige Stoel
  - Eparchie Saint-Maron de Montréal

Cyprus
- Kerkprovincie Cyprus
  - Aartseparchie Cyprus

Egypte
- Onder rechtstreeks gezag van de Patriarch van Antiochië
  - Eparchie Caïro

Frankrijk
- Onder rechtstreeks gezag van de Heilige Stoel
  - Éparchie Notre-Dame-du-Liban de Paris

Israël
- Onder rechtstreeks gezag van de Patriarch van Antiochië
  - Aartseparchie Haifa en het Heilig Land

Libanon
- Kerkprovincie Antiochië
  - Aartsbisdom Antiochië
  - Aartseparchie Antélias
  - Aartseparchie Beiroet
  - Aartseparchie Tripoli
  - Aartseparchie Tyr
  - Eparchie Baalbek-Deir El-Ahmar
  - Eparchie Batroun
  - Eparchie Jbeil
  - Eparchie Jebbeh, Sarba en Jounieh
  - Eparchie Saïda
  - Eparchie Zahlé

Mexico
- Onder rechtstreeks gezag van de Heilige Stoel
  - Eparchie Nuestra Señora de los Mártires del Libano en México

Nigeria
- Onder rechtstreeks gezag van de Heilige Stoel
  - Eparchy of the Annunciation in Ibadan

Syrië
- Onder rechtstreeks gezag van de Patriarch van Antiochië
  - Aartseparchie Alep
  - Aartseparchie Damascus
  - Eparchie Lattaquié

Verenigde Staten van Amerika
- Onder rechtstreeks gezag van de Heilige Stoel
  - Our Lady of Lebanon of Los Angeles
  - Saint Maron of Brooklyn